# Thomandersia laurifolia
Thomandersia laurifolia är en tvåhjärtbladig växtart som först beskrevs av John Smith och George Bentham, och fick sitt nu gällande namn av Henri Ernest Baillon. Thomandersia laurifolia ingår i släktet Thomandersia och familjen Thomandersiaceae. Inga underarter finns listade i Catalogue of Life.